# Regering-Martens I
De regering-Martens I (3 april 1979 - 23 januari 1980) was een Belgische regering. De regering was een coalitie tussen de CVP (57 zetels), de PSC (25 zetels), de BSP (26 zetels), de PS (32 zetels) en de FDF (15 zetels).
De regering werd gevormd na de verkiezingen van december 1978. Na een moeilijke regeringsvorming, waarbij premier Wilfried Martens zelfs een formatieopdracht had teruggeven aan koning Boudewijn, volgde de regering de regering-Vanden Boeynants II op. Ze viel al na 9 maanden, toen het FDF uit de regering werd gezet wegens hun opstelling in de behandeling van de staatshervorming. De regering werd opgevolgd door de regering-Martens II, die het ook maar een paar maanden volhield.

## Vorming

### Ontslag regering Tindemans IV
Op 20 oktober 1978 nam de regering-Tindemans IV ontslag vanwege de mislukking van het Egmontpact. De regering werd opgevolgd door een voorlopige regering onder leiding van Paul Vanden Boeynants. De samenstelling van deze regering was dezelfde als zijn voorganger. De regering-Vanden Boeynants II behandelde de lopende zaken en schreef vervroegde verkiezingen uit op 17 december 1978.  Na deze verkiezingen werd ze opgevolgd door de regering-Martens I.

### Uitslag parlementsverkiezingen van 17 december 1978
De verkiezingsuitslag maakte duidelijk dat het Franstalige electoraat enorm stabiel bleef. De PSC en de PSB werden niet afgestraft vanwege hun regeringsdeelname. Hun resultaat bleef standvastig. Dit in tegenstelling tot het Vlaamse electoraat. Hier waren de verandering veel ingrijpender. Er was een vooruitgang voor de PVV en het Vlaams Blok, maar de CVP bleef de grootste partij van Vlaanderen en verloor geen zetels, ondanks een lichte terugval in het aantal stemmen.
De BSP, de op een na grootste Vlaamse partij, behaalde 20,9% van stemmen. Dit was haar slechtste score. Hierdoor werd de kloof tussen de eerste en de tweede politieke familie alleen maar groter: de CVP behaalden 43,52% van de stemmen. De Volksunie leed een zware nederlaag. Het verloor zes zetels. De partij werd afgestraft voor haar trouw aan het Egmont-pact, en meer in het bijzonder aan de gevonden oplossingen voor het Brusselse probleem.
Ook in Brussel werd de kloof tussen de eerste politieke macht, FDF, en de twee, PSC, alleen maar groter. Er ontstond een verschil van 20,82% tussen beide partijen. De FDF was de dominante partij en behaalde een van zijn beste resultaten: 35,4% van alle stemmen en maar liefst 50,85% van de Franstalige stemmen.

### Regeringsformatie
Na deze parlementsverkiezingen had de CVP een blokkeringsminderheid in de Senaat voor het aannemen van wetten met een bijzondere meerderheid. Aangezien deze periode werd gekenmerkt door de wens om de Grondwet te herzien, zal dit blokkeringsrecht van belang zijn voor de formatie van een nieuwe regering.
De PSB verzocht om een aanzienlijke meerderheid te vormen in elke regio, aangezien de partij een representatieve regering wou vormen door de drie regio's. Hierdoor werd de aanwezigheid van het FDF in de regering essentieel om de wil van de PSB te respecteren want zonder het FDF zou er in het Brusselse Gewest geen significante meerderheid geweest zijn.
De regering Martens I wou net zoals de regering Tindemans een hervorming van de instellingen doorvoeren. Deze hervormingen werden gekenmerkt door de wens om een evenwicht te vinden tussen de Vlaamse wens (voor communautarisering) en de Franstalige wens (voor regionalisering). In het regeerakkoord wordt een grote plaats gereserveerd voor het parlement. Dit in tegenstelling tot de plaats die werd gegeven in het Egmontpact.

## Samenstelling
De regering bestond uit 25 ministers (inclusief de premier) en 8 staatssecretarissen. De verdeling was: 8 ministers en 3 staatssecretarissen voor de CVP, 6 ministers en 2 staatssecretarissen voor de PS, voor de BSP 5 ministers en 1 staatssecretaris, voor de PSC 4 ministers en 1 staatssecretaris en voor het FDF 2 ministers en 1 staatssecretaris.
| Ambtsbekleder                                                                   | Ambtsbekleder                  | Ambtsbekleder                     | Functie en bevoegdheden                                                         | Termijn                           | Partij      |
| Kernkabinet                                                                     | Kernkabinet                    | Kernkabinet                       | Kernkabinet                                                                     | Kernkabinet                       | Kernkabinet |
| ------------------------------------------------------------------------------- | ------------------------------ | --------------------------------- | ------------------------------------------------------------------------------- | --------------------------------- | ----------- |
|                                                                                 |                                | Wilfried Martens (1936-2013)      | Premier                                                                         | 3 april 1979 - 23 januari 1980    | CVP         |
|                                                                                 |                                | Guy Spitaels (1931-2012)          | Vicepremier Begroting                                                           | 3 april 1979 - 23 januari 1980    | PS          |
|                                                                                 |                                | Paul Vanden Boeynants (1919-2001) | Vicepremier Landsverdediging                                                    | 3 april 1979 - 15 oktober 1979    | PSC         |
|                                                                                 |                                | José Desmarets (1925-2019)        | Vicepremier Landsverdediging                                                    | 15 oktober 1979 - 23 januari 1980 | PSC         |
|                                                                                 |                                | Willy Claes (1938)                | Vicepremier Economische Zaken                                                   | 3 april 1979 - 23 januari 1980    | BSP         |
| Ministers                                                                       |                                |                                   |                                                                                 |                                   |             |
|                                                                                 |                                | Renaat Van Elslande (1916-2000)   | Justitie                                                                        | 3 april 1979 - 23 januari 1980    | CVP         |
|                                                                                 |                                | Henri Simonet (1931-1996)         | Buitenlandse Zaken                                                              | 3 april 1979 - 23 januari 1980    | PS          |
|                                                                                 |                                | Alfred Califice (1916-1999)       | Sociale Voorzorg en Pensioenen                                                  | 3 april 1979 - 23 januari 1980    | PSC         |
|                                                                                 |                                | Willy Calewaert (1916-1993)       | Openbaar Ambt en Institutionele Hervormingen                                    | 3 april 1979 - 23 januari 1980    | BSP         |
|                                                                                 |                                | Albert Lavens (1920-1993)         | Landbouw en Middenstand                                                         | 3 april 1979 - 23 januari 1980    | CVP         |
|                                                                                 |                                | Jos Chabert (1933-2014)           | Verkeerswezen                                                                   | 3 april 1979 - 23 januari 1980    | CVP         |
|                                                                                 |                                | Jef Ramaekers (1923-2004)         | Nationale Opvoeding                                                             | 3 april 1979 - 23 januari 1980    | BSP         |
|                                                                                 |                                | Rika De Backer (1923-2002)        | Nederlandse Gemeenschap                                                         | 3 april 1979 - 23 januari 1980    | CVP         |
|                                                                                 |                                | Luc Dhoore (1928-2021)            | Volksgezondheid en Leefmilieu                                                   | 3 april 1979 - 23 januari 1980    | CVP         |
|                                                                                 |                                | Gaston Geens (1931-2002)          | Financiën                                                                       | 3 april 1979 - 23 januari 1980    | CVP         |
|                                                                                 |                                | Lucien Outers (1924-1993)         | Buitenlandse Handel en Wetenschapsbeleid                                        | 3 april 1979 - 16 januari 1980    | FDF         |
|                                                                                 |                                | Léon Defosset (1925-1991)         | Brusselse Gewest                                                                | 3 april 1979 - 16 januari 1980    | FDF         |
|                                                                                 |                                | Jean-Maurice Dehousse (1936-2023) | Waalse Gewest                                                                   | 3 april 1979 - 23 januari 1980    | PS          |
|                                                                                 |                                | Guy Mathot (1941-2005)            | Openbare Werken                                                                 | 3 april 1979 - 23 januari 1980    | PS          |
|                                                                                 |                                | Robert Urbain (1930-2018)         | Posterijen, Telegrafie en Telefonie                                             | 3 april 1979 - 23 januari 1980    | PS          |
|                                                                                 |                                | Mark Eyskens (1933)               | Ontwikkelingssamenwerking                                                       | 3 april 1979 - 23 januari 1980    | CVP         |
|                                                                                 |                                | Roger De Wulf (1929-2016)         | Tewerkstelling en Arbeid                                                        | 3 april 1979 - 23 januari 1980    | BSP         |
|                                                                                 |                                | Jacques Hoyaux (1930-2013)        | Nationale Opvoeding                                                             | 3 april 1979 - 23 januari 1980    | PS          |
|                                                                                 |                                | Georges Gramme (1926-1985)        | Binnenlandse Zaken en Institutionele Hervormingen                               | 3 april 1979 - 23 januari 1980    | PSC         |
|                                                                                 |                                | Marc Galle (1930-2007)            | Vlaamse Gewest                                                                  | 3 april 1979 - 23 januari 1980    | BSP         |
|                                                                                 |                                | Michel Hansenne (1940)            | Franse Gemeenschap                                                              | 3 april 1979 - 23 januari 1980    | PSC         |
| Staatssecretarissen                                                             |                                |                                   |                                                                                 |                                   |             |
|                                                                                 |                                | Guy Cudell (1917-1999)            | Brusselse Gewest, toegevoegd aan de minister van het Brusselse Gewest           | 3 april 1979 - 23 januari 1980    | PS          |
|                                                                                 |                                | Antoine Humblet (1922-2011)       | Waalse Gewest, toegevoegd aan de minister van het Waalse Gewest                 | 3 april 1979 - 15 oktober 1979    | PSC         |
|                                                                                 |                                | Philippe Maystadt (1948-2017)     | Waalse Gewest, toegevoegd aan de minister van het Waalse Gewest                 | 15 oktober 1979 - 23 januari 1980 | PSC         |
|                                                                                 |                                | François Persoons (1925-1981)     | Franse Gemeenschap, toegevoegd aan de minister van de Franse Gemeenschap        | 3 april 1979 - 16 januari 1980    | FDF         |
|                                                                                 |                                | Paul Akkermans (1923-2007)        | Vlaamse Gewest, toegevoegd aan de minister van het Vlaamse Gewest               | 3 april 1979 - 23 januari 1980    | CVP         |
| Nederlandse Gemeenschap, toegevoegd aan minister van de Nederlandse Gemeenschap | 11 juli 1979 - 23 januari 1980 | Paul Akkermans (1923-2007)        |                                                                                 |                                   | CVP         |
|                                                                                 |                                | Rika Steyaert (1925-1995)         | Nederlandse Gemeenschap, toegevoegd aan minister van de Nederlandse Gemeenschap | 3 april 1979 - 23 januari 1980    | CVP         |
|                                                                                 |                                | Lydia De Pauw (1929)              | Brusselse Gewest, toegevoegd aan de minister van het Brusselse Gewest           | 3 april 1979 - 23 januari 1980    | BSP         |
|                                                                                 |                                | Daniël Coens (1938-1992)          | Vlaamse Gewest, toegevoegd aan de minister van het Vlaamse Gewest               | 3 april 1979 - 23 januari 1980    | CVP         |
| Nederlandse Gemeenschap, toegevoegd aan minister van de Nederlandse Gemeenschap | 11 juli 1979 - 23 januari 1980 | Daniël Coens (1938-1992)          |                                                                                 |                                   | CVP         |
|                                                                                 |                                | Bernard Anselme (1945)            | Waalse Gewest, toegevoegd aan de minister van het Waalse Gewest                 | 3 april 1979 - 23 januari 1980    | PS          |

### Herschikkingen
- Op 9 juli 1979 veranderden Paul Akkermans en Daniël Coens van titel. Ze waren voortaan staatssecretaris voor de Nederlandstalige Gemeenschap en het Vlaams Gewest.
- Op 15 oktober 1979 verving José Desmarets (PSC) Paul Vanden Boeynants als vicepremier en minister van Landsverdediging. Philippe Maystadt (PSC) vervangt Antoine Humblet als staatssecretaris voor het Waals Gewest. Vanden Boeynants werd namelijk verkozen tot voorzitter van de PSC en Humblet werd de allereerste voorzitter van de SRIW, de Waalse investeringsmaatschappij.
- Op 16 januari 1980 werd het FDF uit de regering gezet. Lucien Outers, Léon Defosset en François Persoons namen ontslag.